# هابرینا
هابرینا (به چکی: Habřina) یک منطقهٔ مسکونی در جمهوری چک است که در ناحیه هرادتس کرالووه واقع شده‌است. هابرینا ۲۸۹ نفر جمعیت دارد.